# Turbinicarpus schmiedickeanus
Turbinicarpus schmiedickeanus là một loài thực vật thuộc họ Cactaceae. Đây là loài đặc hữu của México. Môi trường sống tự nhiên của chúng là sa mạc nóng. Chúng hiện đang bị đe dọa vì mất môi trường sống.

## Hình ảnh

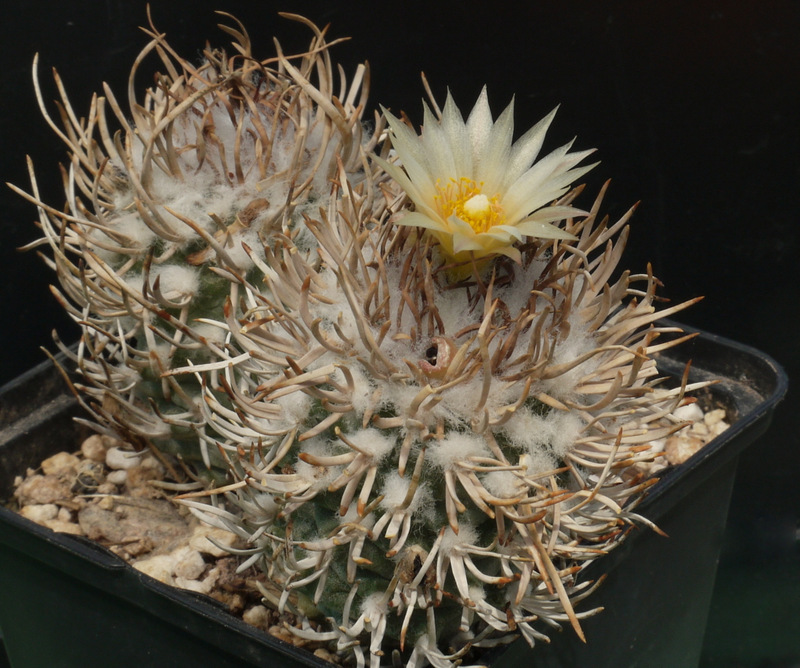
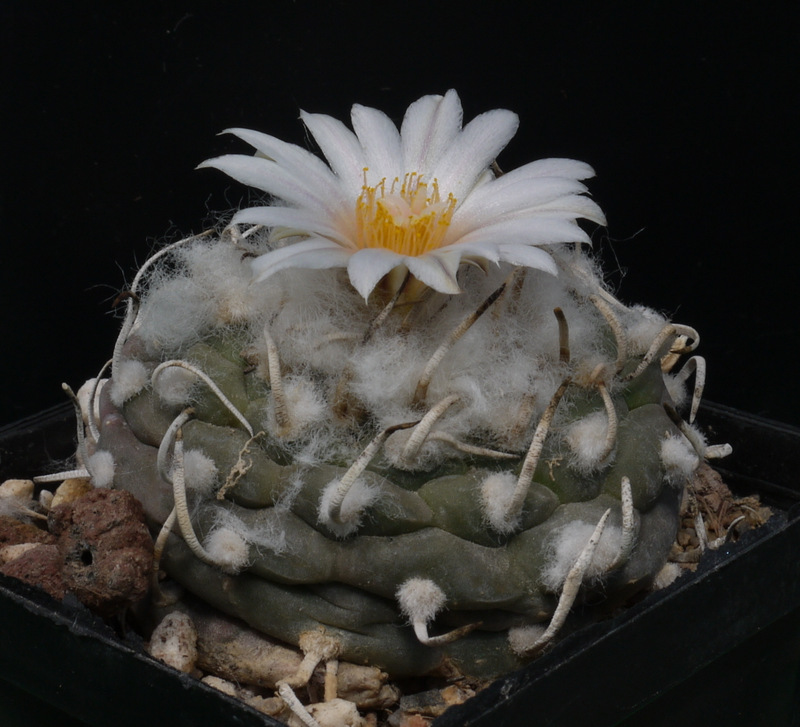
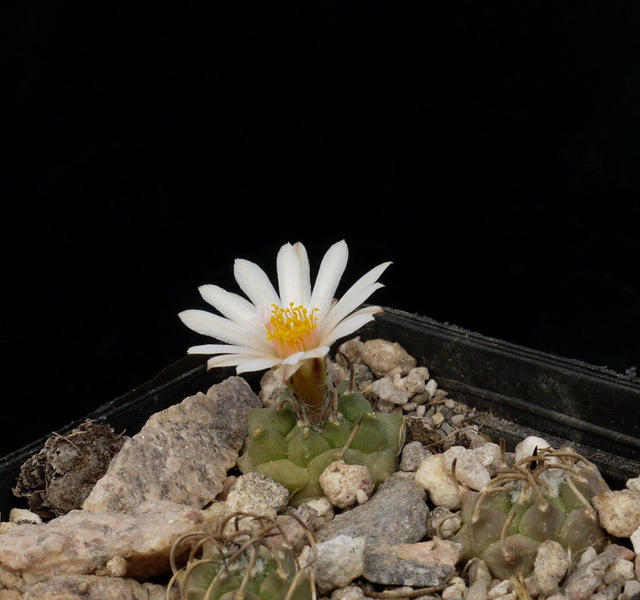
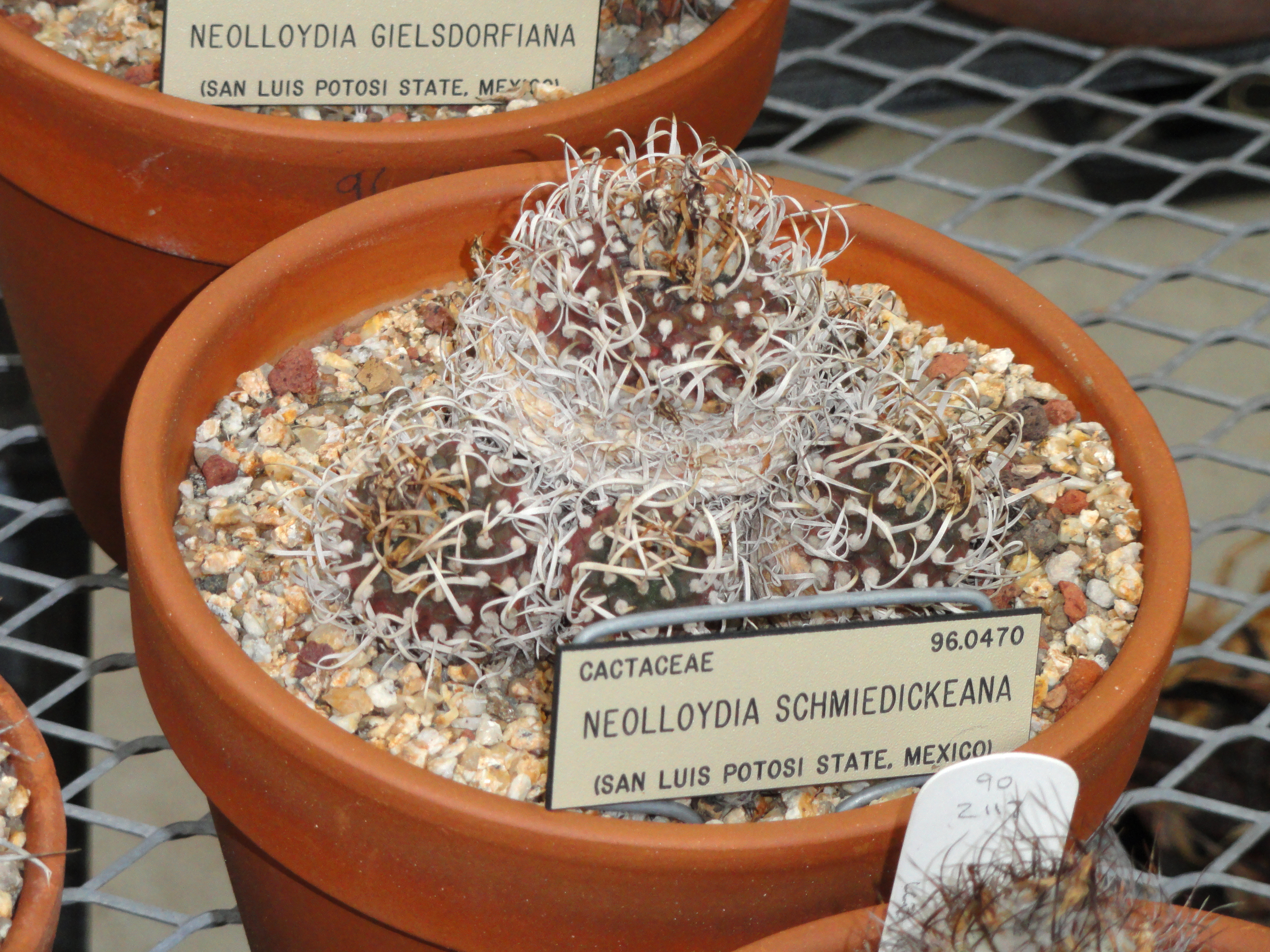
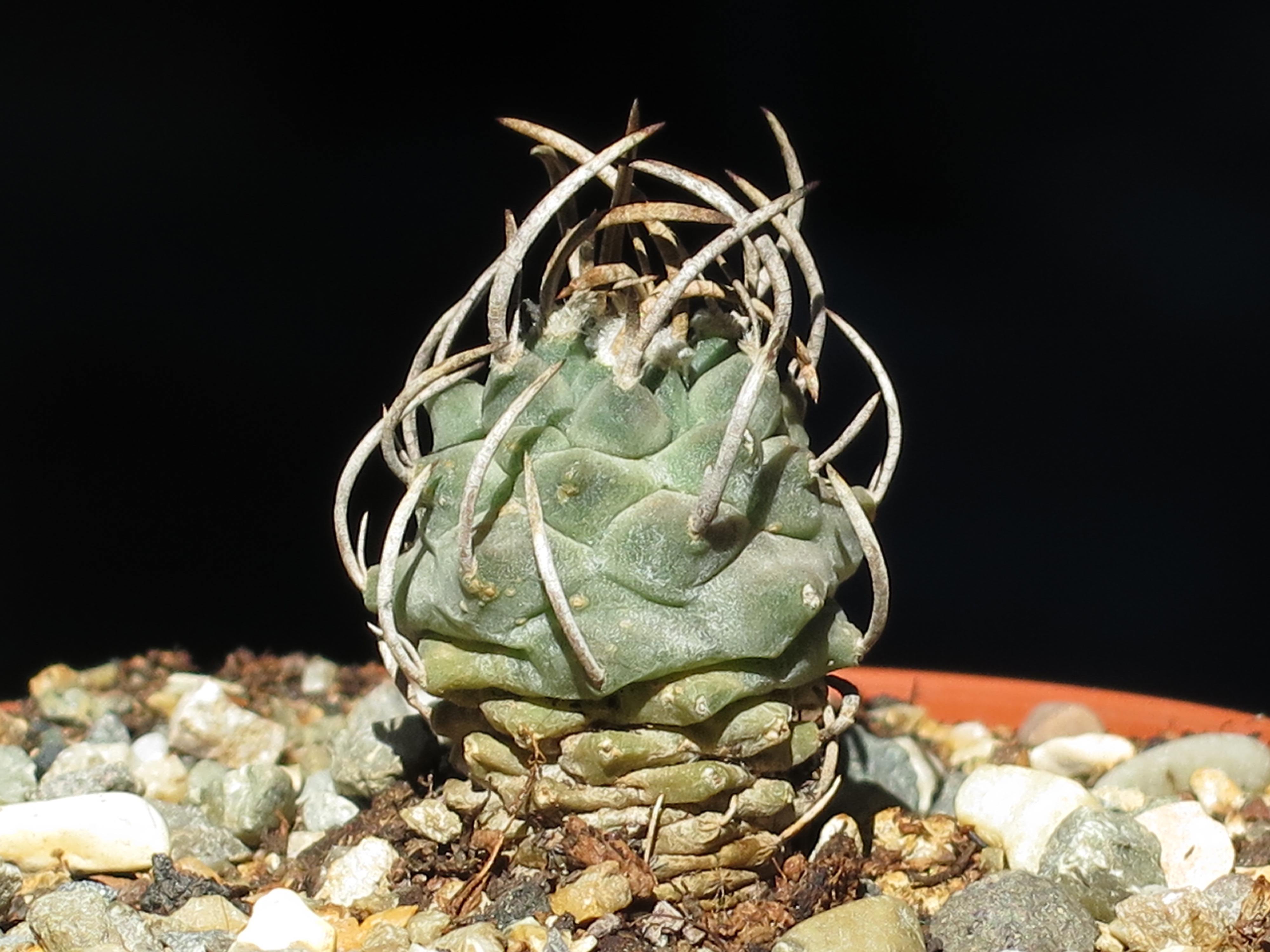
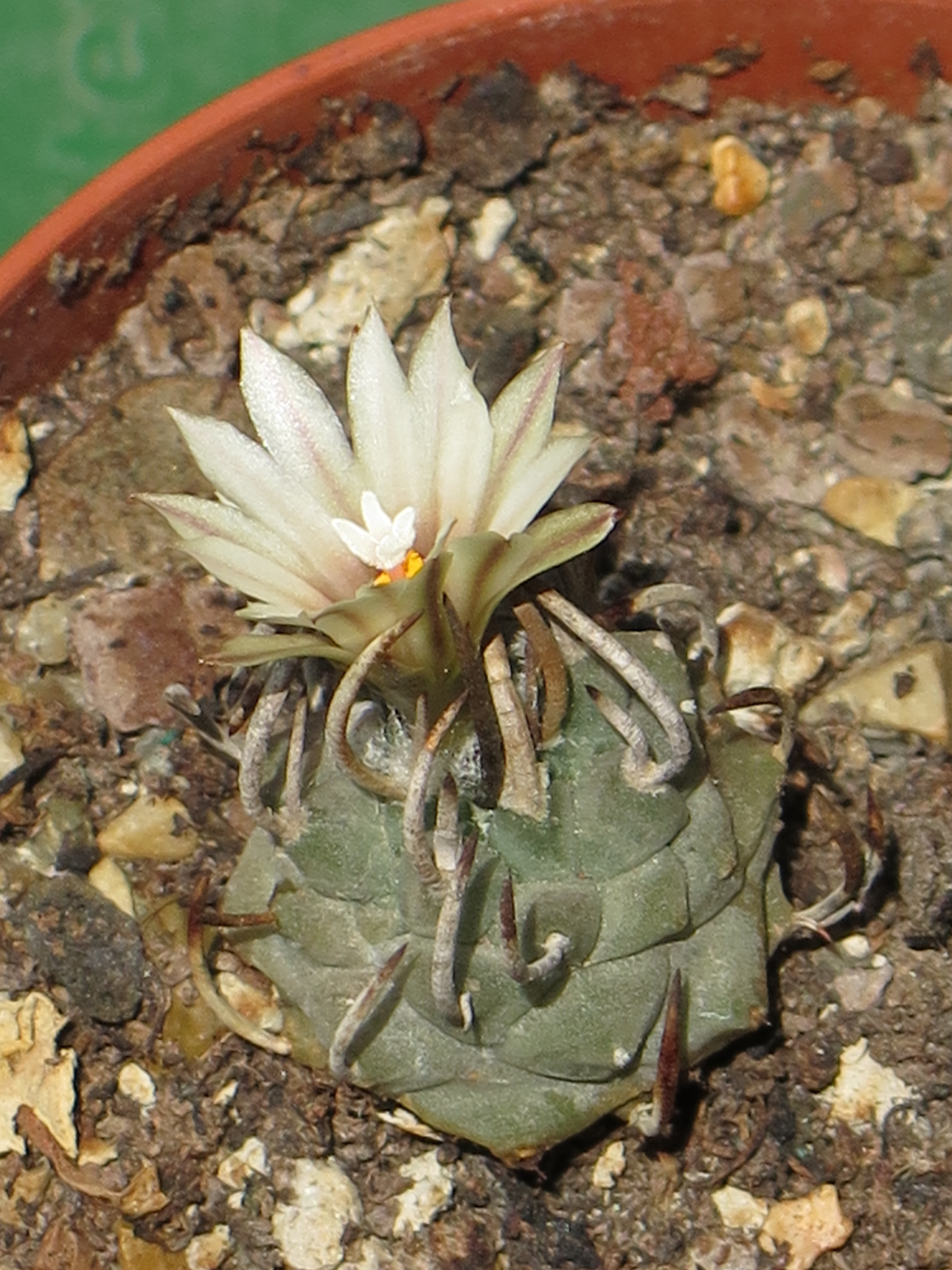